# Gérard Desargues

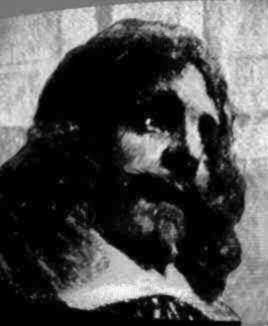
Gérard Desargues

Gérard Desargues, auch Girard Desargues (* 21. Februar 1591 in Lyon; † Oktober 1661 ebenda), war ein französischer Architekt und Mathematiker, der als einer der Begründer der Projektiven Geometrie gilt.

## Leben und Werk
Desargues stammte aus einer angesehenen Familie von Juristen in Paris und in Lyon, wo die Familie mehrere Häuser und ein Landgut besaß. Sein Vater war königlicher Notar und hatte hohe Ämter in Lyon. Desargues war das dritte von sechs Kindern. Seine beiden älteren Brüder waren Anwälte beim Parlament in Paris. Über sein Leben ist wenig bekannt. 1621 ist er als Seidenhändler in Lyon nachgewiesen. 1626 unternimmt er eine Reise nach Flandern und beantragt bei der Stadt Paris ein Patent über die Konstruktion von Brunnen. 1628 beantragt er nach dem Tod seiner beiden älteren Brüder das Familienerbe. Möglicherweise nahm er an der Belagerung von La Rochelle (1627–1628) teil, was aber nicht belegt ist. Richelieu soll sein Talent als Ingenieur geschätzt haben und René Taton vermutete, dass er den größten Teil seines Lebensunterhalts (sein Erbe war nicht sehr groß) als Ingenieur im Auftrag des Kardinals verdiente.

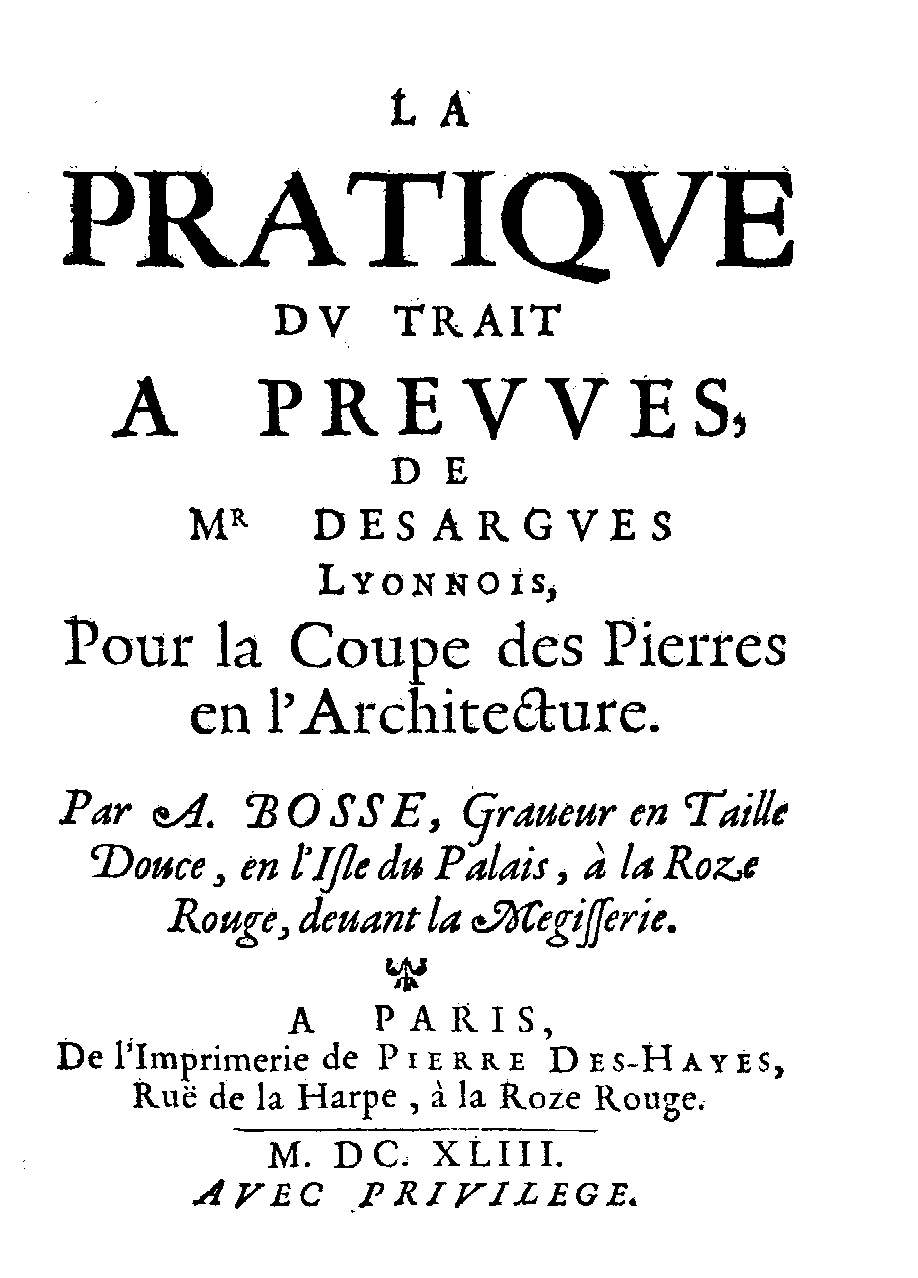
Pratique du trait a preuves (1643)

Zu seinem Bekanntenkreis während seiner Zeit in Paris ab etwa 1630 gehörten unter anderem René Descartes, Pierre Gassendi, Marin Mersenne, Étienne Pascal (der Vater von Blaise Pascal) und Blaise Pascal (zu dem er 1639 Kontakte hatte und den er zu eigenen Arbeiten in projektiver Geometrie anregte). Mersenne stand in Paris einer Art Akademie vor, die Desargues ab 1635 regelmäßig besuchte. In seinen Briefen erwähnt Mersenne 1634 ein Traktat über Perspektive von Desargues (das aber erst zwei Jahre später erschien). In den 1640er Jahren wird ein Attentat auf Desargues verübt, und um den damaligen Wirren (Fronde) zu entgehen geht er 1648 wieder nach Lyon. Als Architekt arbeitete er erst ab etwa 1645 in Paris und Lyon. Zu seinen Werken gehört die Fassade des Lyoner Rathauses. Er soll auch eine neuartige Wendeltreppe und eine Pumpe entworfen haben, die nahe Paris gebaut wurde und auf der Epizykloiden beruhte. Ab etwa 1657 ist er wieder in Paris (nachgewiesen ist z. B. der Aufenthalt 1660 in einem Brief von Christian Huygens), wo er als Architekt arbeitet. Er war auch in der Akademie von Montmor 1660 aktiv.
Er schrieb über Perspektive (Paris 1636), Steinmetzarbeiten (1640) und Sonnenuhren (1640), seine Schriften sind aber häufig schwer zu verstehen (teilweise bedient er sich der Sprache von Handwerkern), was schon Descartes kritisierte. Insbesondere gilt das für die Schrift, die als Brouillon Projet bekannt ist, die 1639 in Paris erschien und in der er die Grundlagen einer neuen, über die klassische Euklidische Geometrie der Griechen hinausgehende Form der Geometrie entwickelte, der Projektiven Geometrie, die aus Betrachtungen zur Perspektive entstand. Er behandelt Punkte im Unendlichen (die allerdings schon Kepler betrachtete) auf gleicher Stufe, führte erstmals Dualität von Punkten und Geraden ein und gab eine Theorie der Kegelschnitte aus projektiver Sicht.
Der Satz von Desargues der projektiven Geometrie besagt, dass die Schnittpunkte korrespondierender Seiten zweier Dreiecke auf einer Geraden liegen, wenn sich die Verbindungsgeraden korrespondierender Eckpunkte in einem Punkt schneiden (und umgekehrt). Es findet sich nicht im Brouillon Projet, sondern wurde zuerst 1648 von dem Kupferstecher Abraham Bosse in seinem Werk über Perspektive veröffentlicht. Der Satz spielt eine wichtige Rolle in den Grundlagen der Projektiven Geometrie, wie besonders David Hilbert Ende des 19. Jahrhunderts herausarbeitete. Bosse veröffentlichte auch einen weiteren wichtigen Satz von Desargues, die projektive Invarianz des Doppelverhältnisses. Bosse war ein Freund und Schüler (ab etwa 1641) von Desargues und stellte dessen Ideen in verständlicherer Form dar mit Genehmigung von Desargues. Desargues unterrichtete ab etwa 1639 privat verschiedene Handwerker und Künstler in seiner Lehre der Perspektive.
Die Projektive Geometrie geriet nach Desargues und Pascal wieder in den Hintergrund und wurde erst von Gaspard Monge und seinen Schülern in Frankreich Ende des 18. Jahrhunderts und Anfang des 19. Jahrhunderts neu belebt.
Über seine Lehre der Perspektive und andere seiner Schriften geriet Desargues in Streit mit dem Mathematiker und königlichen Sekretär Jean de Beaugrand (1584/88–1640), der ihn ab 1636 in mehreren Traktaten kritisierte, und mit Jacques Curebelle, der 1644 den Traktat Examen des Oeuvres du Sieur Desargues veröffentlichte. Der Streit mit Curebelle, der auch eine Wette umfasste und bis vor Gericht ging, war ein Grund warum Desargues wieder zurück nach Lyon ging. Auch Bosse, der die Lehre von Desargues vertrat, war deshalb Angriffen ausgesetzt und durfte dessen Lehre in der Königlichen Akademie weder vortragen noch verteidigen.
Vom Brouillon Projet ist nur ein Exemplar des originalen Drucks erhalten. Er wurde 1951 entdeckt und von René Taton veröffentlicht. Davor war das Buch nur (seit 1845, durch Michel Chasles) aus einer Manuskriptabschrift von Philippe de la Hire bekannt.

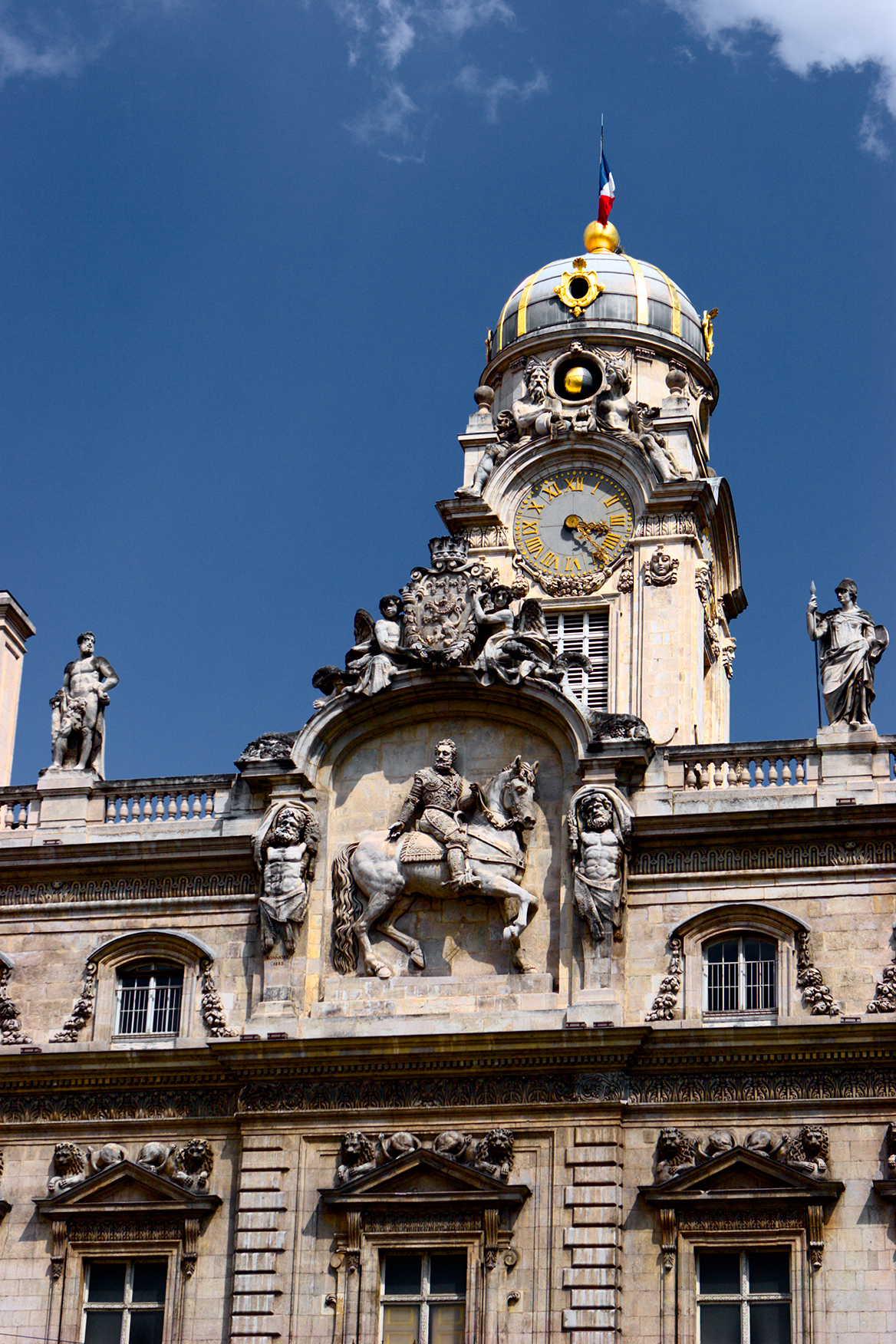
Fassade des Hotel de Ville in Lyon

1964 wurde von der IAU der Mondkrater Desargues nach ihm benannt, ebenso 2010 der Asteroid (227151) Desargues.